# Thereva colorado
Thereva colorado är en tvåvingeart som beskrevs av Holston och Irwin 2005. Thereva colorado ingår i släktet Thereva och familjen stilettflugor.
Artens utbredningsområde är Colorado. Inga underarter finns listade i Catalogue of Life.